# 丸亀港

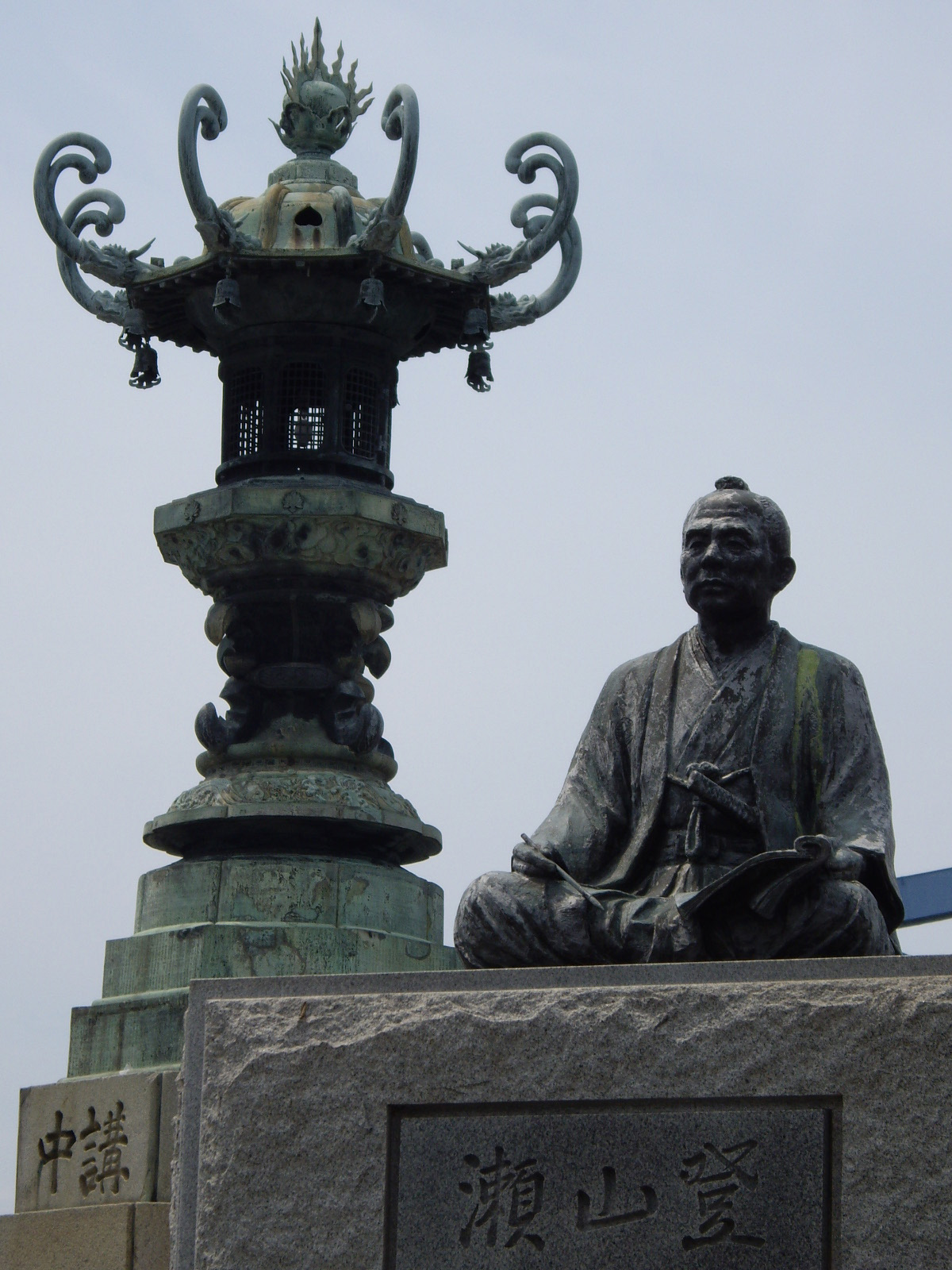
丸亀港のシンボル太助灯籠と瀬山登像

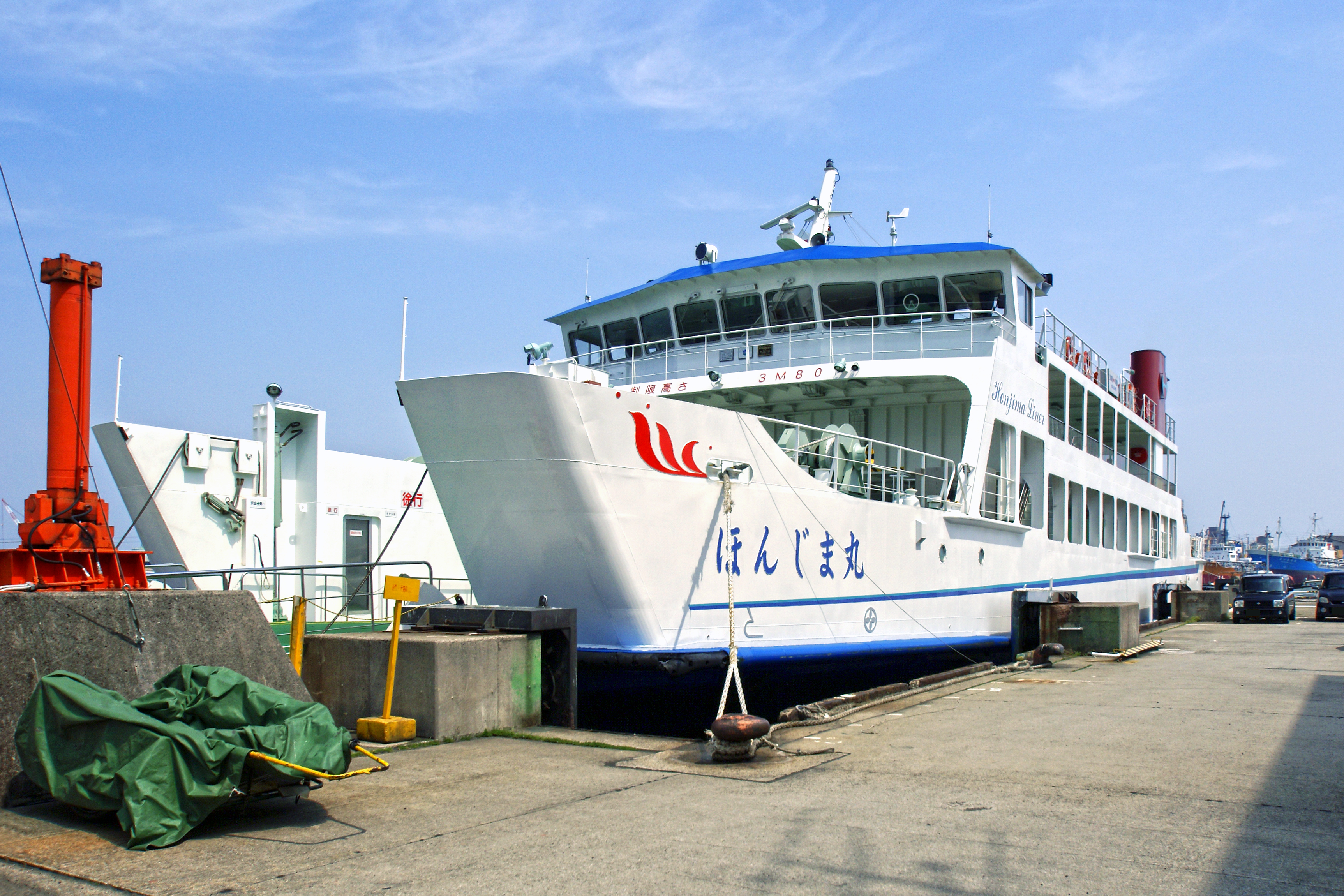
フェリーバースに接岸するほんじま丸

丸亀港（まるがめこう）は、香川県の丸亀市にある地方港湾である。また、香川県によって防災機能強化港に指定されている。

## 概要
江戸時代に金刀比羅宮の玄関港として四国一の港として栄え、城下町と共に発展した歴史を持つ。1975年（昭和50年）5月1日に関税法上の開港に指定された。
現在は蓬莱町に臨海工業地帯が開発されたことで、大型船が行き交う工業港の性格が強くなっている。また塩飽諸島へのフェリーが発着する重要な旅客港としての役割も担う。

## 施設
- 蓬莱町 - 東ふ頭、西ふ頭、南ふ頭
- 昭和町 - 昭和町ふ頭、東ふ頭、造船所、丸亀港昭和町防波堤灯台
- 福島町 - フェリーバース、丸亀港合同待合所、みなと公園、太助灯籠

### 旅客航路
- 本島汽船
  - フェリー「ほんじま丸」：丸亀港 - 本島
  - 旅客船「にじまる」：丸亀港 - 牛島 - 本島

- 備讃フェリー
  - フェリー「ひろておん」：丸亀港 - 広島 - 手島 - 小手島（2023年2月19日運航開始）[2]
  - 旅客船「ニュービサン」：丸亀港 - 広島 - 手島 - 小手島

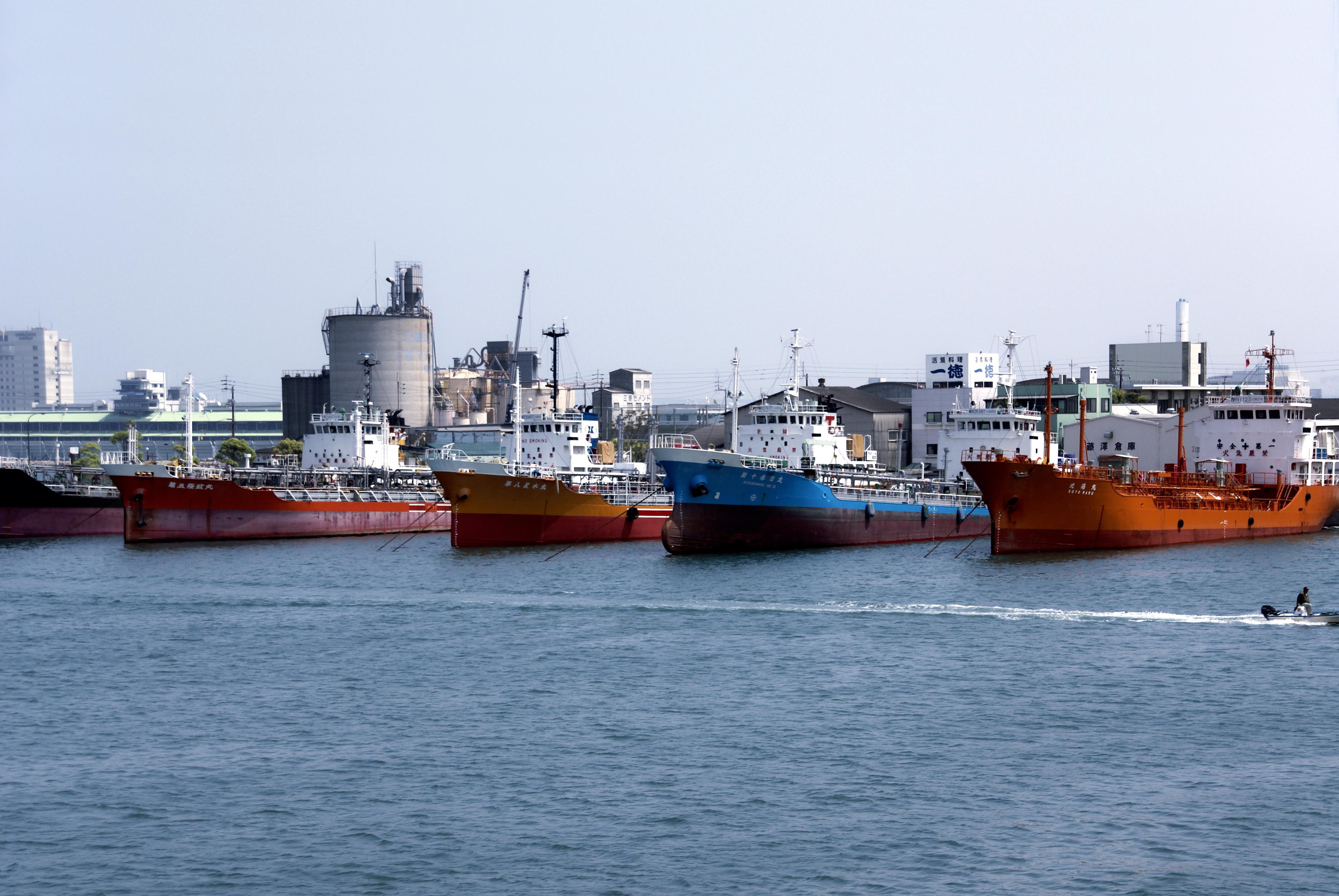
港内風景
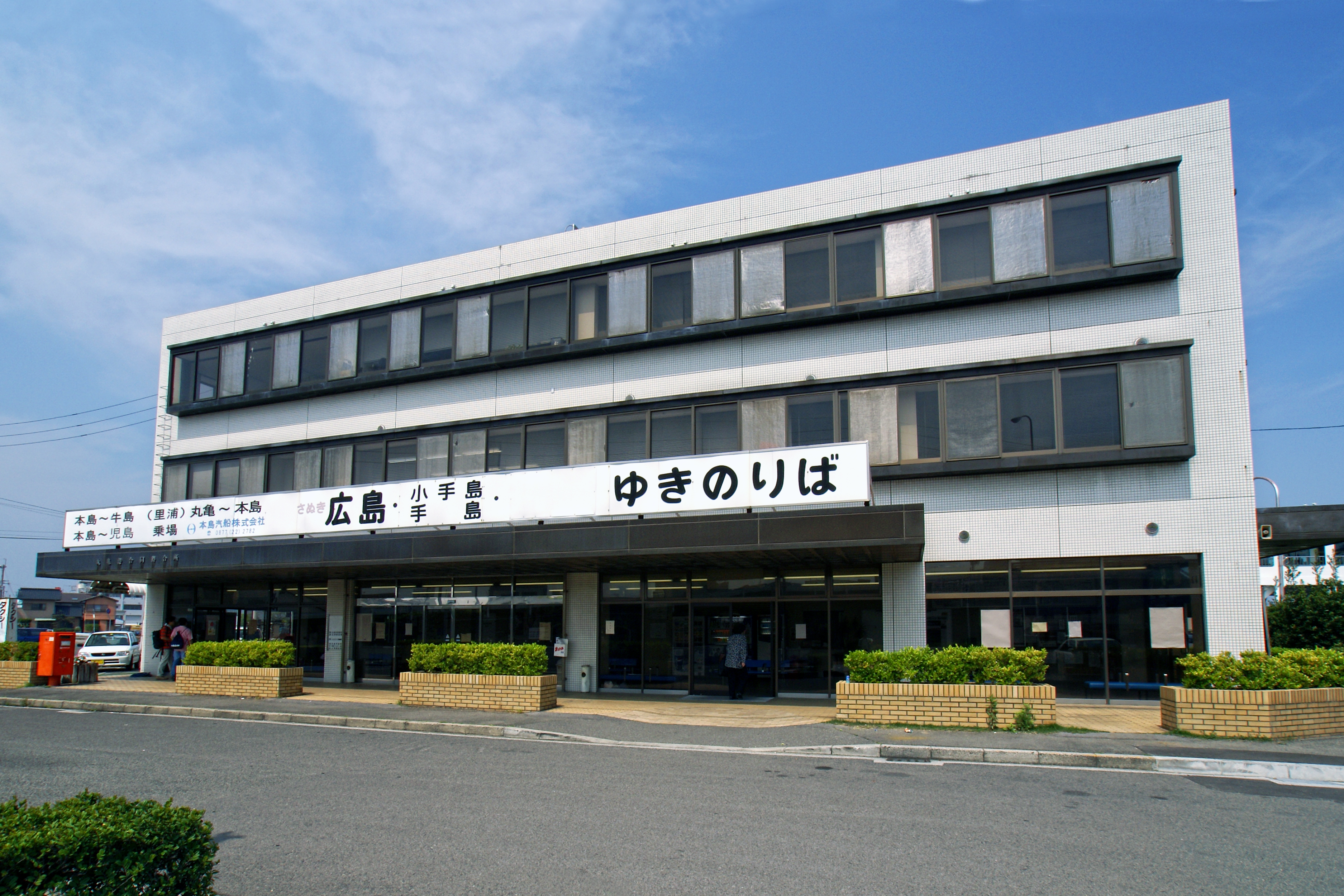
丸亀港合同待合所
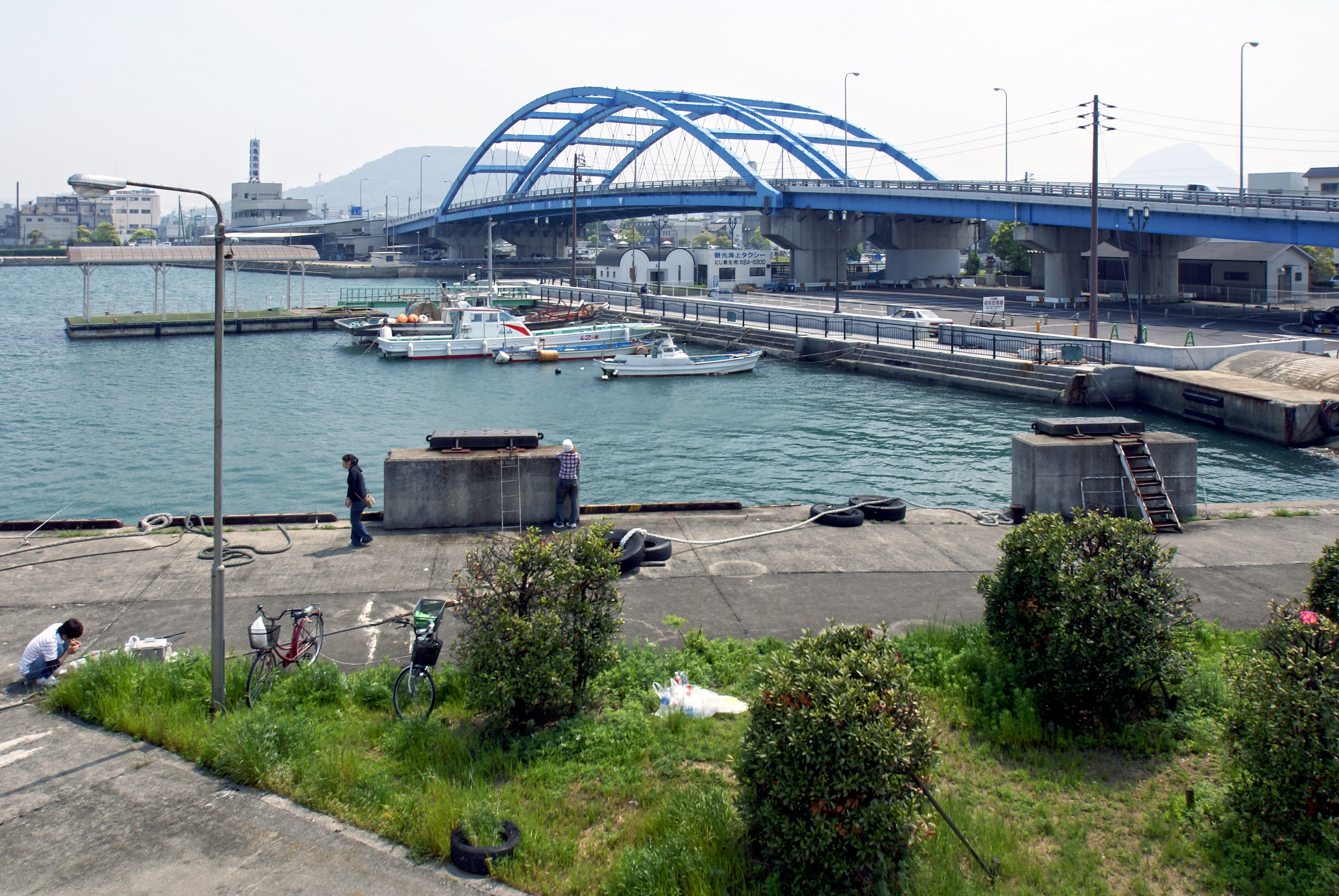
京極大橋を望む
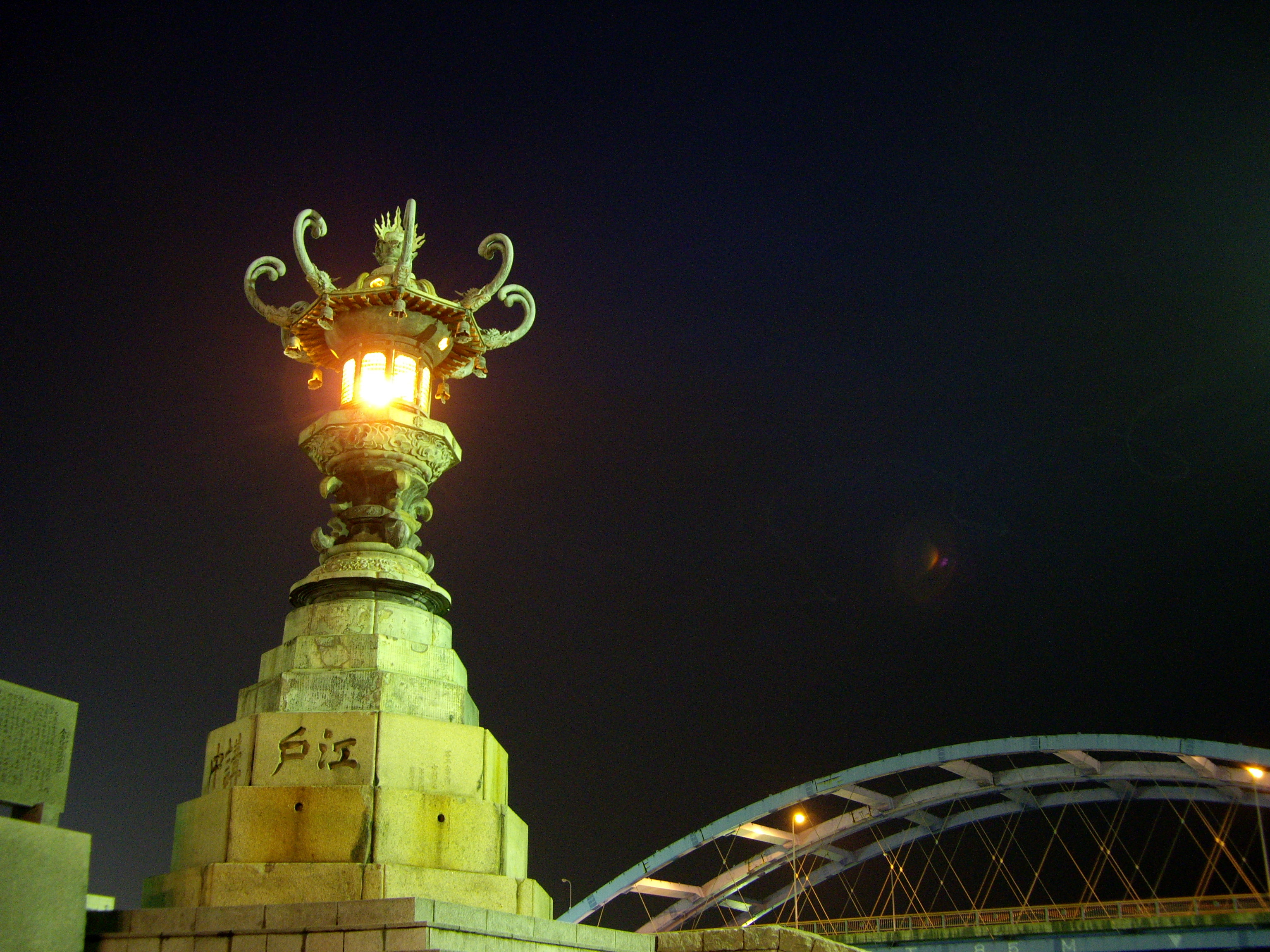
灯りのともる太助灯籠と京極大橋

## 交通アクセス
- 予讃線 丸亀駅 徒歩5分で太助灯篭、さらに徒歩3分でフェリー乗り場

## 歴史
鎌倉時代には、既に丸亀浦として成立していた。

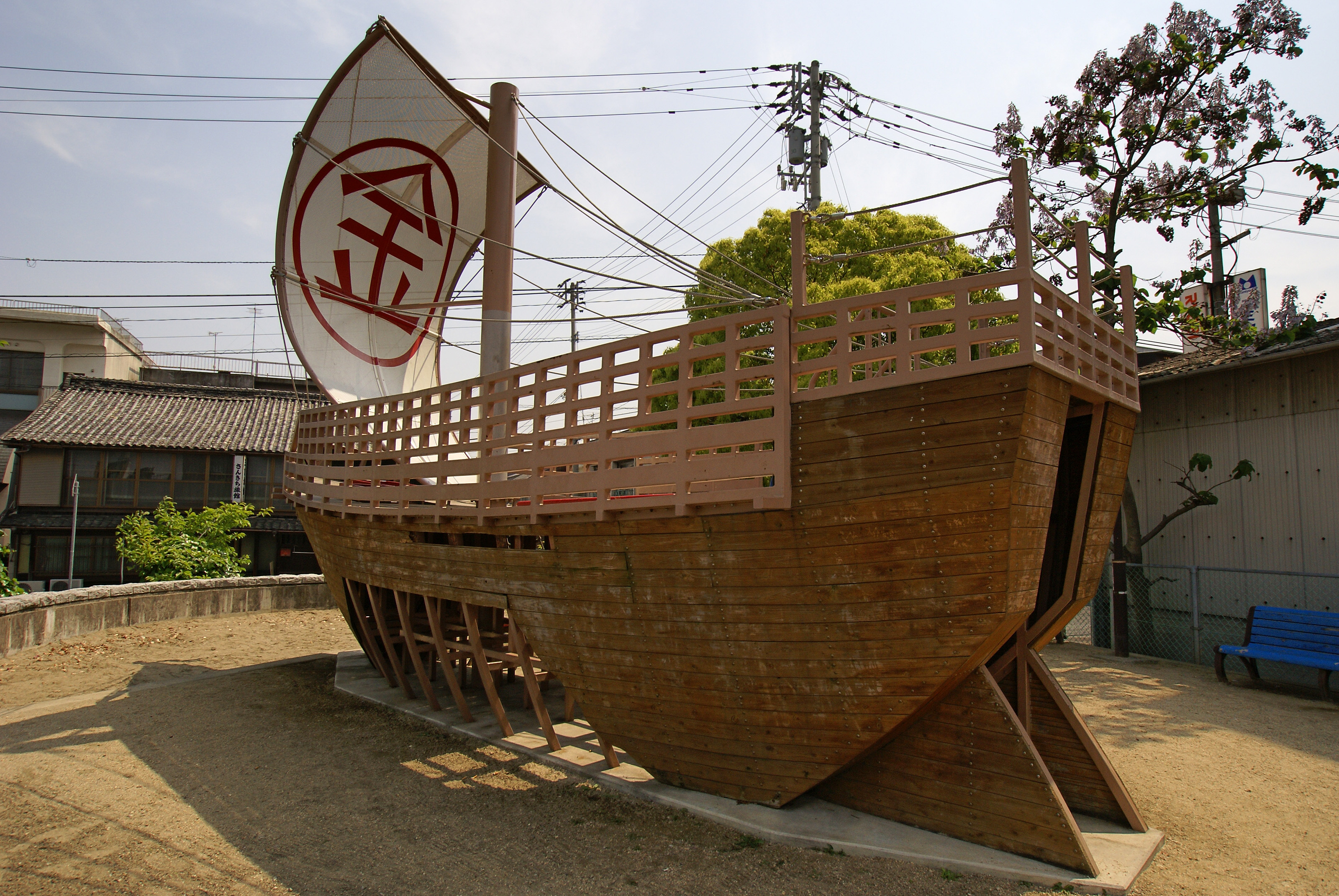
みなと公園にある月参船の丸金船模型

江戸時代中期以降、金比羅宮の玄関港、大坂への綿の積出港として、大坂港との間に定期の月参船、廻船が運航された。
1806年（文化3年）には福島湛甫、1833年（天保4年）には新堀湛甫と、大規模な港の整備拡張が行われ、四国一の港といわれるようになる。

### 太助灯籠
新堀湛甫整備の際に灯台として建設された大型の銅灯籠。
現在は、寄進者である塩原太助に因んで太助灯籠と呼ばれ、丸亀のシンボルの一つとなっている。

## 周辺情報
- うちわの港ミュージアム
- オークラホテル丸亀
- 丸亀平井美術館